# 戰血染征袍
《戰血染征袍》（英語：Zulu）是一部1964年首映的英國歷史戰爭電影，由薛·安非（Cy Endfield）執導，史丹利·碧加（Stanley Baker）、米高·肯恩、積·鶴健士（Jack Hawkins）及烏娜·積閣遜等主演。
故事改編自真人真事，以19世紀末的祖魯戰爭為背景，描述1879年英軍與祖魯人之間的羅克渡口戰役。
此片亦是米高·肯恩的成名作。

## 續集
此片還拍了一套前傳《天搖地擺震山河》，亦是由薛·安非編劇，主要演員則有伯特·蘭卡斯特及彼得·奧圖等。

## 外部連結
- 互联网电影数据库（IMDb）上《戰血染征袍》的资料（英文）
- AllMovie上《Zulu》的资料（英文）